# 阿德里安娜·莱尔
阿德里安娜·莱尔（英語：Adrienne Lyle，1985年1月2日—），美国女子马术运动员。她曾代表美国参加2012年和2020年夏季奥林匹克运动会马术比赛，其中2020年奥运会获得一枚银牌。